# Jirō Akagawa
Jirō Akagawa (次郎 川 次郎, Akagawa Jirō) (Fukuoka, Japón, 29 de febrero de 1948) es un prolífico escritor japonés de novelas de misterio y novela ligera. Es mayormente conocido por la serie de novelas y relatos de misterio de La Gata Holmes, la cual cuenta con casi cincuenta libros. Entre sus trabajos más famosos también están Serafuku to Kikanju (Sailor suit and machinegun), la cual inspiró la película del mismo nombre, protagonizada por la idol Hiroko Yakushimaru, y dos series televisivas; y su novela Yūrei Ressha (Tren Fantasma), la cual le valió su primer premio literario y fue más tarde adaptada a un videojuego de FamiCom. Akagawa ha escrito más de 660 libros.

## Biografía
Akagawa nació un 29 de febrero de 1948, en el barrio de Hakata, en la ciudad de Fukuoka, capital de la prefectura homónima. Fue el tercer hijo de Koichi Akagawa, reconocido productor de cine y miembro fundador de la productora Toyoko, hoy Toei Company, con el cual no recuerda tener una buena relación, menciona en una entrevista para Nikkan Sports que su padre «Era una persona muy egoísta y se encontraba con mujeres en la calle, así que no recuerdo haber vivido con él». Desde los tres años se vio influenciado por las películas de la época, a las que tenía acceso por su padre, y los mangas de Osamu Tezuka, lo cual lo llevó a dibujar y crear sus propias historias. En su adolescencia se mudó a Tokio, donde se enroló en el prestigioso instituto privado Academia de Música Toho Gakuen, el cual, en ese tiempo, ofrecía estudios de secundaria y preparatoria. Sin embargo, la deteriorada relación con su padre e hizo que la situación económica en casa empeorara, por lo que siempre pagaba la matrícula con meses de atraso, tampoco podía ir en viajes escolares o practicar actividades extracurriculares. En la misma entrevista dice «No iba a las excursiones escolares porque no tenía dinero. No podía estudiar, no podía practicar deportes, realmente no se me daba bien nada. El simple hecho de ir a la escuela era un poco doloroso». Fue en este contexto solitario que comenzó a escribir novelas como una suerte de escape. Comenzó escribiendo historias de caballeros medievales, influenciado por la literatura europea que solía leer, sin embargo, no tenía deseos de ser escritor, pues odiaba la idea de una vida económicamente inestable.
Cuando cursaba el segundo año de bachillerato, su padre tuvo una discusión con su jefe y terminó renunciando a su trabajo, lo cual arruinó la economía de la familia Akagawa. Su herma y hermano mayor tuvieron que dejar la universidad, y Jirō se vio obligado a conseguir un trabajo después de acabar la academia. Por recomendación de su hermano obtuvo un empleo de asalariado en la Sociedad Japonesa de Ingenieros Mecánicos, donde se dedicaba a corregir artículos académicos para publicación en revistas y otros medios. A pesar de esto nunca dejó de escribir, y aunque no tuviera nadie que leyera sus novelas, seguía tomándose los domingos para trabajar en sus manuscritos en bibliotecas y cafeterías.
Akagawa se casó a sus 25 años, y tuvo su primer hija a dos años más tarde. Su trabajó comenzó a ganar notoriedad poco a poco, primero con sus guiones cinematográficos, campo en el que incursionó pues, en sus propias palabras, nunca había leído una novela japonesa y pensó que sería más fácil iniciar con guiones. En 1976, mientras aún era oficinista, su historia Yūrei Ressha (Tren Fantasma) ganó el Premio a mejor novela revelación de misterio de la revista Ōru yomimono.  A esta le siguió Shisha no Gakuensai (Día escolar de los muertos) el año siguiente, una novela de misterio cuya ambientación está fuertemente inspirada en sus años en la academia privada. En 1979 tuvo su gran éxito comercial con Los misterios de la Gata Holmes (Mike-Neko Holmes no Suiri), la primera entrada en la que sería conocida como la serie de la Gata Holmes. En esta novela sigue las aventuras del detective de policía Yoshitaro Katayama, tímido y bastante incómodo con las mujeres, siente pánico ante la sangre, solo con verla se desmaya, lo cual le impide desarrollar su verdadero potencial como policía. Es durante el caso de un asesinato en una residencia femenina universitaria que conocerá a una gata calicó llamada Holmes, la cual le ayudará a resolver el misterio. El libro fue un éxito inmediato, pronto se hicieron adaptaciones al cine y la televisión, y la Gata Holmes se convirtió en uno de los personajes más icónicos de la ficción nipona. 
Tras alcanzar el éxito editorial, Akagawa se dio cuenta de que los ingresos percibidos por sus libros ahora duplicaban su salario de oficinista, por lo que después de 12 años decidió renunciar a su trabajo y dedicarse a ser escritor de tiempo completo. Su apuesta dio frutos, pues su siguiente novela fue la popular Serafuku to Kikanju (Sailor Suit and Machine Gun). Más tarde, en 1980, se ganaría el Premio Kadokawa de Novela por Akusai ni sasageru rekuiemu, y estaría nominado al Premio Naoki por Uwayaku no inai getsuyōbi, cimentando así su nombre en el panorama de la literatura pop japonesa.
Continuó escribiendo a lo largo de los 80s, 90s y 2000s, pero sería hasta el año 2005 y 2016 que sería galardonado de nuevo con el Premio japonés de literatura de misterio y el Premio Eiji Yoshikawa de literatura popular, respectivamente. Para el año 2019 ya habría superado los 660 libros y los 330 millones de copias vendidas. Actualmente sigue escribiendo de forma regular.

## Proceso creativo
Sobre su proceso de creativo dice que nunca dejó de usar la pluma y el papel, aunque puede usar el procesador de textos, se siente más cómodo con la escritura manuscrita. Escribe aproximadamente unas siete u ocho páginas por hora. Tiene un régimen de trabajo nocturno, comenzando cerca de la media noche y terminando hasta las siete de la mañana o incluso el medio día. Usa un departamento pequeño como oficina donde puede estar en soledad, y trabaja serializando unas siete u ocho publicaciones al mismo tiempo para distintas revistas o periódicos. Siempre lucha con las fechas de entrega, en sus propias palabras «siempre voy atrasado con las fechas de entrega (risas). Mientras voy atrasado, siento que trabajo mientras pienso en cuál debo hacer primero para terminar a tiempo. No soy de los que se les ocurren ideas con antelación. No se me ocurre nada hasta que llega la fecha límite y tengo el manuscrito delante. Simplemente invento el título y después pienso en el contenido. Por mi experiencia de más de 20 años, siento que puedo idear algo cuando llega la fecha límite. Si empiezo a pensar en la posibilidad de quedarme sin material para la historia, me pongo nervioso, así que ya no pienso en ello». Esta fórmula es lo que le ha permitido publicar de forma constante más de diez libros al año. También ha expresado que no tiene ningún interés de escribir acerca de sí mismo, sólo quiere ser escritor de ficciones interesantes. Además de ficción, escribe críticas y reseñas, en particular de teatro y ópera. 

## Temas e influencias
Ha citado a la literatura alemana como una de sus principales influencias, en particular a los autores Thomas Mann y Hermann Hesse. La dificultosa relación con su padre también ha jugado un papel importante en sus libros, sobre esto dice en una entrevista «Si leen mis primeras obras, verán que los padres no aparecen en absoluto. El padre del protagonista está muerto o no aparece. Como no tenía padre en mi familia, no sabía qué hacían los padres en casa. Sin embargo, a medida que mi hija crecía, me convertí en padre, así que los padres fueron apareciendo poco a poco en mis novelas».

## Premios y honores
- 1976 - Premio Ōru Yomimono a la mejor novela revelación de misterio por Yūrei Ressha
- 1980 - Premio Kadokawa de Novela por Akusai ni sasageru rekuiemu
- 1980 - Nominación al Premio Naoki por Uwayaku no inai getsuyōbi
- 2005 - Premio japonés de literatura de misterio
- 2016 - Premio Yoshikawa por Tōkyō reinen

## Obra
La obra de Jirō Akagawa tiene pocos rivales en cuestión de cantidad. Con más de 660 trabajos en su haber para 2019, supera por mucho a autores tan prolíficos como Agatha Christie, Stephen King, Georges Simenon o Isaac Asimov. A continuación una lista parcial de sus trabajos más importantes e influyentes.

### Serie de la Gata Holmes

#### Novelas
1. Mike-Neko Holmes no Suiri (三毛猫ホームズの推理) (1978) (trad. al español como Los misterios de la Gata Holmes)
2. Mike-Neko Holmes no Tsuiseki (三毛猫ホームズの追跡) (1979) (trad. al español como La persecución de la Gata Holmes)
3. Mike-Neko Holmes no Kaidan (三毛猫ホームズの怪談) (1980) (trad. al español como La mansión de los gatos)
4. Mike-Neko Holmes no Rapusodi (三毛猫ホームズの狂死曲（ラプソディー）) (1981) (trad. al español como La rapsodia de la Gata Holmes)
5. Mike-Neko Holmes no Kakeochi (三毛猫ホームズの駈落ち) (1981)
6. Mike-Neko Holmes no Kyofukan (三毛猫ホームズの恐怖館) (1982)
7. Mike-Neko Holmes no Kishido (三毛猫ホームズの騎士道) (1983)
8. Mike-Neko Holmes no Yurei Kurabu (三毛猫ホームズの幽霊クラブ) (1985)
9. Mike-Neko Holmes no Opera Hausu (三毛猫ホームズの歌劇場（オペラハウス）) (1986)
10. Mike-Neko Holmes no Tozan Ressha (三毛猫ホームズの登山列車) (1987)
11. Mike-Neko Holmes no Poruta Gaisuto (三毛猫ホームズの騒霊騒動（ポルターガイスト）) (1988)
12. Mike-Neko Holmes no Shiki (三毛猫ホームズの四季) (1990)
13. Mike-Neko Holmes no Tasogare Hoteru (三毛猫ホームズの黄昏ホテル) (1990)
14. Mike-Neko Holmes no Hanzaigaku Koza (三毛猫ホームズの犯罪学講座) (1991)
15. Mike-Neko Holmes no Fuga (三毛猫ホームズのフーガ) (1991)
16. Mike-Neko Holmes no Keiko to Taisaku (三毛猫ホームズの傾向と対策) (1992)
17. Mike-Neko Holmes no Sinju Kaigan (三毛猫ホームズの心中海岸) (1993)
18. Mike-Neko Holmes no Ansokubi (三毛猫ホームズの安息日) (1994)
19. Mike-Neko Holmes no Seikimatsu (三毛猫ホームズの世紀末) (1995)
20. Mike-Neko Holmes no Seigohyo (三毛猫ホームズの正誤表) (1995)
21. Mike-Neko Holmes no Sitsurakuen (三毛猫ホームズの失楽園) (1996)
22. Mike-Neko Holmes no Sisha Gonyu (三毛猫ホームズの四捨五入) (1997)
23. Mike-Neko Holmes no Rinyuaru (三毛猫ホームズの大改装（リニューアル）) (1998)
24. Mike-Neko Holmes no Saigo no Shinpan (三毛猫ホームズの最後の審判) (2000)
25. Mike-Neko Holmes no Hanayome Ningyo (三毛猫ホームズの花嫁人形) (2001)
26. Mike-Neko Holmes no Kamen Gekijo (三毛猫ホームズの仮面劇場) (2002)
27. Mike-Neko Holmes no Sotsugyo Ronbun (三毛猫ホームズの卒業論文) (2003)
28. Mike-Neko Holmes no Koreikai (三毛猫ホームズの降霊会) (2005)
29. Mike-Neko Holmes no Kiken na Hiasobi (三毛猫ホームズの危険な火遊び) (2006)
30. Mike-Neko Holmes no Ankoku Meiro (三毛猫ホームズの暗黒迷路) (2007)
31. Mike-Neko Holmes no Sawakai (三毛猫ホームズの茶話会) (2008)
32. Mike-Neko Holmes no Jujiro (三毛猫ホームズの十字路) (2009)
33. Mike-Neko Holmes wa Kaidan o Noboru (三毛猫ホームズは階段を上る) (2011)
34. Mike-Neko Holmes no Yume Kiko (三毛猫ホームズの夢紀行) (2012)
35. Mike-Neko Holmes no Yami Shogun (三毛猫ホームズの闇将軍) (2013)

#### Cuentos
1. Mike-Neko Holmes no Undokai (三毛猫ホームズの運動会) (1983)
2. Mike-Neko Holmes no Bikkuri-Bako (三毛猫ホームズのびっくり箱) (1984)
3. Mike-Neko Holmes no Kurisumasu (三毛猫ホームズのクリスマス) (1984)
4. Mike-Neko Holmes no Kansho Ryoko (三毛猫ホームズの感傷旅行) (1986)
5. Mike-Neko Holmes to Ai no Hanataba (三毛猫ホームズと愛の花束) (1988)
6. Mike-Neko Holmes no Purima Donna (三毛猫ホームズのプリマドンナ) (1989)
7. Mike-Neko Holmes no Iede (三毛猫ホームズの家出) (1992)
8. Mike-Neko Holmes no Sotsugyo (三毛猫ホームズの〈卒業〉) (1993)
9. Mike-Neko Holmes no Raibaru (三毛猫ホームズの好敵手（ライバル）) (1996)
10. Mike-Neko Holmes no Mujinto (三毛猫ホームズの無人島) (1997)
11. Mike-Neko Holmes no Kurayami (三毛猫ホームズの暗闇) (1998)
12. Mike-Neko Holmes no Koi Uranai (三毛猫ホームズの恋占い) (1999)
13. Mike-Neko Holmes no Senso to Heiwa (三毛猫ホームズの戦争と平和) (2002)
14. Mike-Neko Holmes no Yojinbo (三毛猫ホームズの用心棒) (2009)

### Serie San Shimai Tanteidan (Tres hermanas investigan)

#### Novelas
1. San Shimai Tanteidan (三姉妹探偵団) (1982)
2. San Shimai Tanteidan 2: Kyanpasu hen (三姉妹探偵団2 キャンパス篇) (1985)
3. San Shimai Tanteidan 3: Tamami, Hatsukoi hen (三姉妹探偵団3 珠美・初恋篇) (1986)
4. San Shimai Tanteidan 4: Kaiki hen (三姉妹探偵団4 怪奇篇) (1987)
5. San Shimai Tanteidan 5: Fukushu hen (三姉妹探偵団5 復讐篇) (1988)
6. San Shimai Tanteidan 6: Kiki Ippatsu hen (三姉妹探偵団6 危機一髪篇) (1989)
7. San Shimai Tanteidan 7: Kakeochi hen (三姉妹探偵団7 駈け落ち篇) (1990)
8. San Shimai Tanteidan 8: Hitojichi hen (三姉妹探偵団8 人質篇) (1991)
9. San Shimai Tanteidan 9: Aohige hen (三姉妹探偵団9 青ひげ篇) (1992)
10. San Shimai Tanteidan 10: Chichi Koishi hen (三姉妹探偵団10 父恋し篇) (1993)
11. San Shimai Tanteidan 11: Shi ga Komichi o Yatte kuru (三姉妹探偵団11 死が小径をやってくる) (1994)
12. San Shimai Tanteidan 12: Shinigami no Okiniiri (三姉妹探偵団12 死神のお気に入り) (1995)
13. San Shimai Tanteidan 13: Jijo to Yaju (三姉妹探偵団13 次女と野獣) (1996)
14. San Shimai Tanteidan 14: Kokochiyoi Akumu (三姉妹探偵団14 心地よい悪夢) (1997)
15. San Shimai Tanteidan 15: Furuete Nemure San Shimai (三姉妹探偵団15 ふるえて眠れ、三姉妹) (1998)
16. San Shimai Tanteidan 16: San Shimai, Noroi no Michiyuki (三姉妹探偵団16 三姉妹、呪いの道行) (1999)
17. San Shimai Tanteidan 17: San Shimai, Hajimete no Otsukai (三姉妹探偵団17 三姉妹、初めてのおつかい) (2000)
18. San Shimai Tanteidan 18: Koi no Hana Saku San Shimai (三姉妹探偵団18 恋の花咲く三姉妹) (2002)
19. San Shimai Tanteidan 19: Tsuki mo Oboro ni San Shimai (三姉妹探偵団19 月もおぼろに三姉妹) (2003)
20. San Shimai Tanteidan 20: San Shimai, Fushigi na Tabi Nikki (三姉妹探偵団20 三姉妹、ふしぎな旅日記) (2005)
21. San Shimai Tanteidan 21: San Shimai, Kiyoku Mazushiku Utsukushiku (三姉妹探偵団21 三姉妹、清く貧しく美しく) (2007)
22. San Shimai Tanteidan 22: San Shimai to Wasureji no Omokage (三姉妹探偵団22 三姉妹と忘れじの面影) (2011)
23. San Shimai Tanteidan 23: San Shimai, Butokai e no Shotai (三姉妹探偵団23 三姉妹、舞踏会への招待) (2013)

### Serie de la familia Hayakawa

#### Novelas
1. Himatsubushi no Satsujin (ひまつぶしの殺人) (1978)
2. Yarisugoshita Satsujin (やりすごした殺人) (1987)
3. Toriaezu no Satsujin (とりあえずの殺人) (2000)

### Serie de las hermanas Kitao

#### Novelas
1. Futari (ふたり) (1989)
2. Imouto (いもうと) (2019)

### Otras novelas
- Yūrei Ressha (Tren Fantasma) (1976)
- Shisha no Gakuensai (Día escolar de los muertos) (1977)
- Serafuku to Kikanju (Sailor Suit and Machine Gun) (1978)
- Akusai ni sasageru rekuiemu (Requiem por una mala esposa) (1980)
- Uwayaku no inai getsuyōbi (Lunes sin mi jefe) (1980)
- Marionetto no Wana (La trampa de la marioneta) (1981)
- Tōkyō reinen (Tokio año cero) (2016)

## Traducciones al español
A la fecha, de su extensa obra, sólo las cuatro primeras novelas de la serie de La Gata Holmes han sido traducidas al español, todas por editorial Quaterni. A continuación se listan en orden cronológico de acuerdo con su fecha original de edición en español.
- Los misterios de la Gata Holmes (Quaterni, 2015) (Traducción del japonés por Bárbara Pesquer Isasi)
- La mansión de los gatos (Quaterni, 2016) (Traducción del japonés por Bárbara Pesquer Isasi)
- La rapsodia de la Gata Holmes (Quaterni, 2018) (Traducción del japonés por Eva González Rosales y Madoka Hatakeyama)
- La persecución de la Gata Holmes (Quaterni, 2024) (Traducción del japonés por Eva González Rosales y Laura Beatrice Stetco)

## Traducciones a otros idiomas

### Traducciones al inglés:
- Midnight Suite (Mayonaka no tame no Kumikyoku), trans. Gavin Frew (Kodansha International, Kodansha English Library. 1984)
- Three Sisters Investigate. (San Shimai Tanteidan 1) trans. Gavin Frew (Kodansha International, Kodansha English Library. 1985)

### Traducciones al francés
- Le piège de la marionnette. (Marionetto no Wana) (Philippe Picquier Publishing. 1994)
- Meurtres pour tuer le temps. (Himatsubushi no Satsujin) (Philippe Picquier Publishing. 1998)

## Adaptaciones

### Películas[7][8]
- Sailor Suit and Machine Gun (1981)
- Detective Story (1983)
- Hare Tokidoki Satsujin (1984)
- Itsuka darekaga korosareru (1984)
- Curtain Call (1984)
- Early Spring Story (1985)
- Kekkon annai mystery (1985)
- Who Do I Choose? (1989)
- Chizuko's Younger Sister (1991)
- Tomorrow (1995)
- Story of Four Sisters (1995)
- School Day of the Dead (2000)
- Kokubetsu (2001)
- Sailor Suit and Machine Gun: Graduation (2016)
- Tantei Monogatari (2018)

### Series, dramas y especiales para televisión[7][8]
- Los misterios de la gata Holmes (1979 - 1984)
- Hamuretto wa Yukue Fumei (1981)
- Sailor Suit and Machine Gun (1982)
- Satsujin yo, Konnichiwa (1985)
- Meitantei wa Hitori Botchi (1985)
- Ichinichi dake no Koroshiya (1986)
- San Shimai Tantei Dan (1986)
- Dorobo Nite wo Dasuna (1990)
- Child Family Is in Crisis (1993)
- Los misterios de la gata Holmes (1996-1998)
- Kankonso Sai Satsujin Jiken (1997)
- Futari (Chizuko's Younger Sister) (1997)
- San Shimai Tantei Dan (1998)
- Reikan Bus Guide Jikenbo (2004)
- Sailor Suit and Machine Gun (2006)
- Weekly Akakawa Jiro (2007)
- 4 Shimai Tantei Dan (2008)
- Los misterios de la gata Holmes (2012)
- Nezumi-Kozo, Running Around Edo (2014-2016)

### Anime[9]
- Clásicos animados de la literatura japonesa (青春アニメ全集) (1986):
  - Episodio 17 - Akagawa Jirō (Parte 1): El incidente en la habitación suburbana
  - Episodio 18 - Akagawa Jirō (Parte 2): La voz del cielo

### Videojuegos
- Akagawa Jirō no Yurei Ressha (FamiCom – 1991) (Basado en la novela Yūrei Ressha)
- Emit Vol. 1: Toki no Maigo (PC98; Mac; FM-Towns; Saturn; 3DO; Super FamiCom – 1994) (Escenarios escritos por Jirō Akagawa)
- Emit Vol. 2: Inochigake no Tabi (PC98; Mac; FM-Towns; Saturn; 3DO; Super FamiCom; Windows – 1994) (Escenarios escritos por Jirō Akagawa)
- Emit Vol. 3: Watashi ni Sayonara o (PC98; Mac; FM-Towns; Saturn; 3DO; Super FamiCom; Windows – 1994) (Escenarios escritos por Jirō Akagawa)
- Emit Value Pack (PC98; Mac; FM-Towns; Saturn; PlayStation; Super FamiCom – 1995) (Escenarios escritos por Jirō Akagawa)
- Akagawa Jirō: Majotachi no Nemuri (Super FamiCom – 1995) (Basado en las novelas Majotachi no Tasogare y Majotachi no Nagai Nemuri)
- Akagawa Jirō: Yasōkyoku (PlayStation – 1998) (Basado en la colección de cuentos Satsujin o Yonda Hon)
- Akagawa Jirō: Majotachi no Nemuri: Fukkatsusai (PlayStation – 1999) (Basado en las novelas Majotachi no Tasogare y Majotachi no Nagai Nemuri)
- Akagawa Jirō: Majotachi no Nemuri: Kanzenban (PC – 2001) (Basado en las novelas Majotachi no Tasogare y Majotachi no Nagai Nemuri)
- Akagawa Jirō: Yasōkyoku 2 (PlayStation – 2001) (Basado en la colección de cuentos Satsujin o Yonda Hon)
- Tsuki no Hikari: Shizumeru Kane no Satsujin (PlayStation 2 – 2002) (Basado en la novela Shizumeru Kane no Satsujin)
- Akagawa Jirō Mystery: Yasōkyoku – Hon ni Manekareta Satsujin (Nintendo DS – 2008) (Basado en la colección de cuentos Satsujin o Yonda Hon)
- Akagawa Jirō Mystery: Tsuki no Hikari (Nintendo DS – 2008) (Basado en la novela Shizumeru Kane no Satsujin)